# لاک‌پشت بزرگ مالزی
لاک‌پشت بزرگ مالزی (نام علمی: Orlitia borneensis) نام یک گونه از زیرراسته نهان‌گردن است.